# Stiebritz
Stiebritz ist ein Ortsteil der Gemeinde Hainichen im Norden des Saale-Holzland-Kreises in Thüringen.

## Geografie

### Geografische Lage
Stiebritz befindet sich auf der Ilm-Saale-Platte im Saale-Holzland-Kreis. Die Stadt Jena liegt ca. 12 km entfernt. Nach Weimar sind es 25 km und zur Landeshauptstadt Erfurt 50 km. Durch den Ort verläuft die Landstraße 2301. Die nächstgelegene Bundesstraße ist die Bundesstraße 88 6 km östlich im Saaletal und die nächste Autobahn die A 4 (16 km südlich).
| Stadt Bad Sulza (Ortsteil Stobra) (3 km) | Stadt Bad Sulza (Ortsteil Kösnitz) (1,5 km)   | Gemeinde Zimmern (2 km)    |
|                                          |                                               | Hainichen (2 km)           |
| Gemeinde Lehesten (2,5 km)               | Gemeinde Lehesten (Ortsteil Nerkewitz) (1 km) | Gemeinde Neuengönna (5 km) |

 Entfernungsangaben beziehen sich auf die Entfernung durch die kürzeste Straßenverbindung bis zum Ortszentrum.

### Gemarkung
Das zu Stiebritz gehörende Gebiet besteht größtenteils aus fruchtbaren, flachen Ackerflächen der Ilm-Saale-Platte mit einigen tieferen Einsenkungen zum Gönnatal hin. An wenigen feuchten Stellen befinden sich Wiesen. Zur Gemarkung gehört aber auch ein steiler Abschnitt zwischen dem Hainicher Forst und dem Gönnerbach. Diese meist bewaldeten Kalkhänge bilden einen Teil des Nerkewitzer Grundes. Weithin sichtbar wird die Flurgrenze durch drei Grenzpappeln jeweils an der Straße nach Nerkewitz, nach Zimmern und am Weg nach Kösnitz. Die höchste Erhebung ist die Stiebritzer Höhe mit 320 m ü. NN.

## Geschichte
Bereits seit der Jungsteinzeit war die Hochfläche zwischen Saale und Ilm von Ackerbauern besiedelt. Im Stiebritzer Flurteil Obergehren lässt sich beispielsweise eine bronzezeitliche Höhensiedlung nachweisen.
Die heutige Ortschaft ist auf eine slawische Ansiedlung des 9. bis 10. Jahrhunderts zurückzuführen, die in der Nähe des Heerwegs, einer alten Fernverkehrsroute, erfolgte. Die Siedlungsform des Rundlings, bei dem sich um einen zentralen Dorfplatz mit Kirche und Brunnen die Höfe strahlenförmig gruppieren, ist bis heute erkennbar.
Stiebritz wurde erstmals im Jahr 1156 urkundlich erwähnt. Dabei verkaufte Adalbert von Lobeda, Vasall des Markgrafen der Nordmark, dem Kloster Heusdorf einen Wald bei Stebrice. Der Ortsname könnte entweder auf den slawischen Personennamen Zdebor oder auf das slawische Wort für „Säule, Turm“ zurückzuführen sein.
Als vormaliges Reichslehen fiel das Dorf im 12. Jahrhundert unter die Burggrafschaft Kirchberg, auch das Kloster Heusdorf bei Apolda erwarb umfangreichen Besitz. 1358/59 verkauften die Kirchberger Stiebritz an das Kloster Bürgel, welches nach der Reformation in ein landesherrliches Amt umgewandelt wurde. Die älteste Überlieferung von Hofbesitzern stammt aus der Zeit von 1421–1425. Im Jahr 1544 erwarb die Familie von Denstedt sowohl das Klosteramt Heusdorf als auch die Anteile von Stiebritz, die zum Klosteramt Bürgel gehörten, und vereinigten damit die Besitzrechte innerhalb des Ortes. Stiebritz gehörte noch bis 1818 zum Amt Heusdorf und wechselte dann zum Amt Dornburg. Von 1879 bis 1923 wurde es vom Amtsgericht Apolda verwaltet und gehörte anschließend zum Kreis Stadtroda bzw. Jena. 1969 schloss sich die Gemeinde mit Hainichen zur Gemeinde Hainichen zusammen.
Westlich von Stiebritz liegt die Wüstung Lichtendorf. Das Dorf war im Hochmittelalter angelegt und bereits im 14. Jahrhundert wieder aufgegeben worden. Die Dorfflur hielt sich noch bis ins 16. Jahrhundert geschlossen und wurde anschließend unter Stiebritz, Nerkewitz und Kösnitz aufgeteilt. Der Flurname Lichtenanger erinnert noch heute an die Ortslage.
Bis zu Beginn der 1990er Jahre lebten fast alle Einwohner von der Landwirtschaft. Klein- bis mittelbäuerliche Betriebe dominierten (bis zur Kollektivierung in den 1950er Jahren) den Ort. Darüber hinaus wurde bis ins 19. Jahrhundert umfangreicher Weinbau an den Hängen des Nerkewitzer Grundes betrieben. Die Ablösung der Feudalabgaben von 1852 und die Grundstückszusammenlegung von 1873 führten zu einem wirtschaftlichen Aufschwung. Zwischen 1957 und 1960 schlossen sich alle Betriebe zur Landwirtschaftlichen Produktionsgenossenschaft zusammen, die 1991 in eine Agrargenossenschaft umgewandelt wurde.
Während des Dreißigjährigen Krieges ging die Zahl der Haushalte auf 8 zurück. 1717 und 1935 vernichteten Großbrände 10 bzw. 2 Häuser. 1745 und 1778/79 forderten Ruhrseuchen über 10 Todesopfer. Anlässlich der nahe gelegenen Schlacht bei Jena im Jahr 1806 wird von der Einquartierung sächsischer Reiter und Plünderungen durch die Franzosen berichtet. In beiden Weltkriegen fielen insgesamt 18 Männer des Dorfes. Nach Ende des Zweiten Weltkriegs kamen zahlreiche Umsiedlerfamilien nach Stiebritz, von denen einige bis heute hier leben.
Bereits 1904 erhielt Stiebritz eine Telegraphenstelle, 1910 wurde der Ort elektrifiziert und 1973 an die Ohra-Trinkwasserleitung angeschlossen. 1958 erbaute man einen Saal mit Gemeinschaftshaus („Kulturhaus“). Vor allem die umfassenden Dorferneuerungen von 1973 bis 1976 und von 1995/96 haben zur Entstehung des heutigen Ortsbildes geführt. 1981 und 2006 feierte man Jubiläen zur Ersterwähnung von Stiebritz.

### Entwicklung der Einwohnerzahl
| Jahr | Einwohner      |
| ---- | -------------- |
| 1569 | (23 Haushalte) |
| 1610 | (26 Haushalte) |
| 1632 | 83             |
| 1645 | (8 Haushalte)  |
| 1692 | 112            |
| 1800 | 119            |
| 1836 | 126            |
| 1867 | 156            |

| Jahr | Einwohner |
| ---- | --------- |
| 1900 | 141       |
| 1916 | 97        |
| 1939 | 100       |
| 1948 | 208       |
| 1956 | 152       |
| 1977 | 108       |
| 2004 | 115       |
| 2010 | 97        |

## Kultur und Sehenswertes

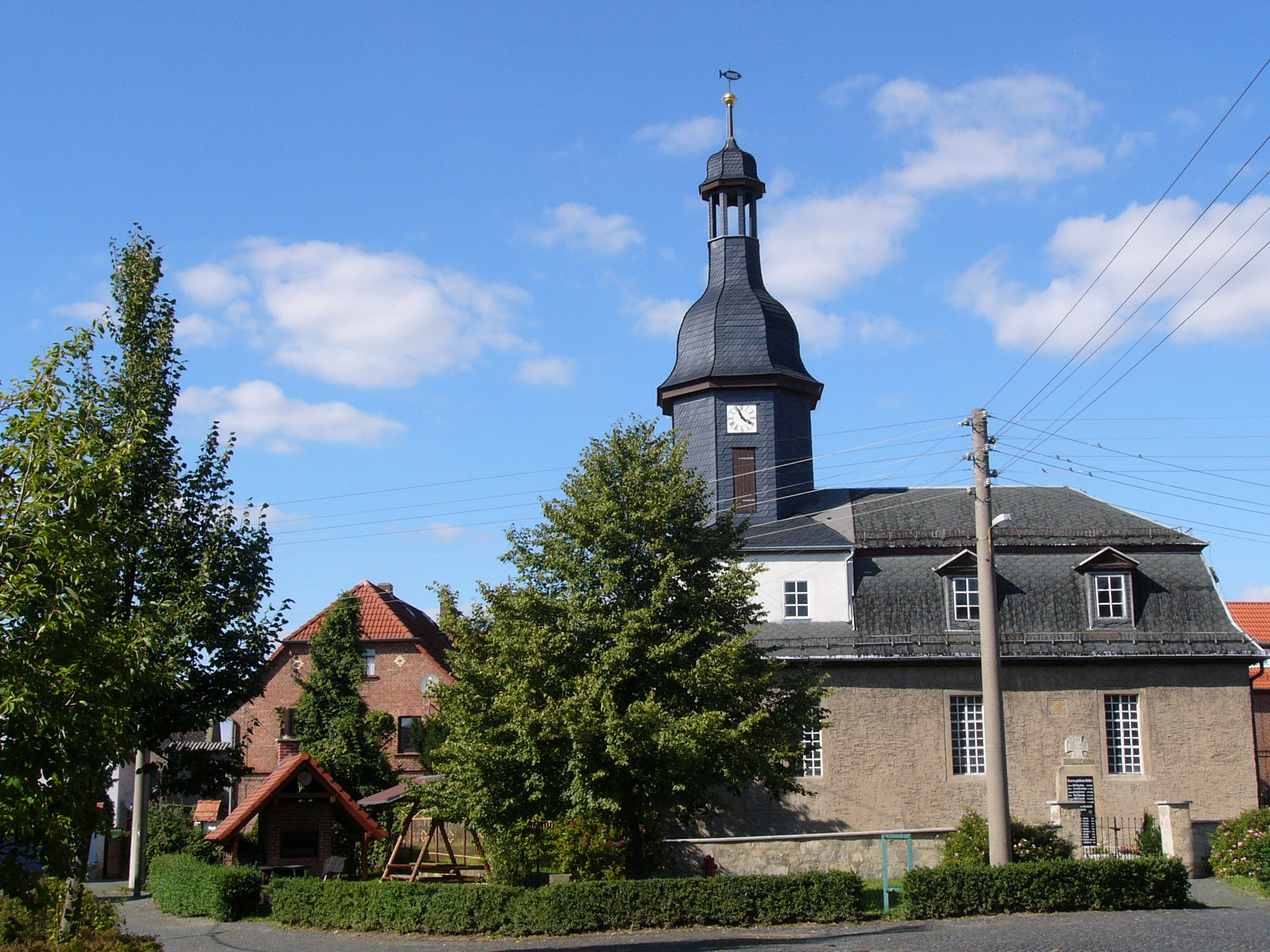
Dorfplatz mit Backofen und Kirche (vor der Renovierung 2008)

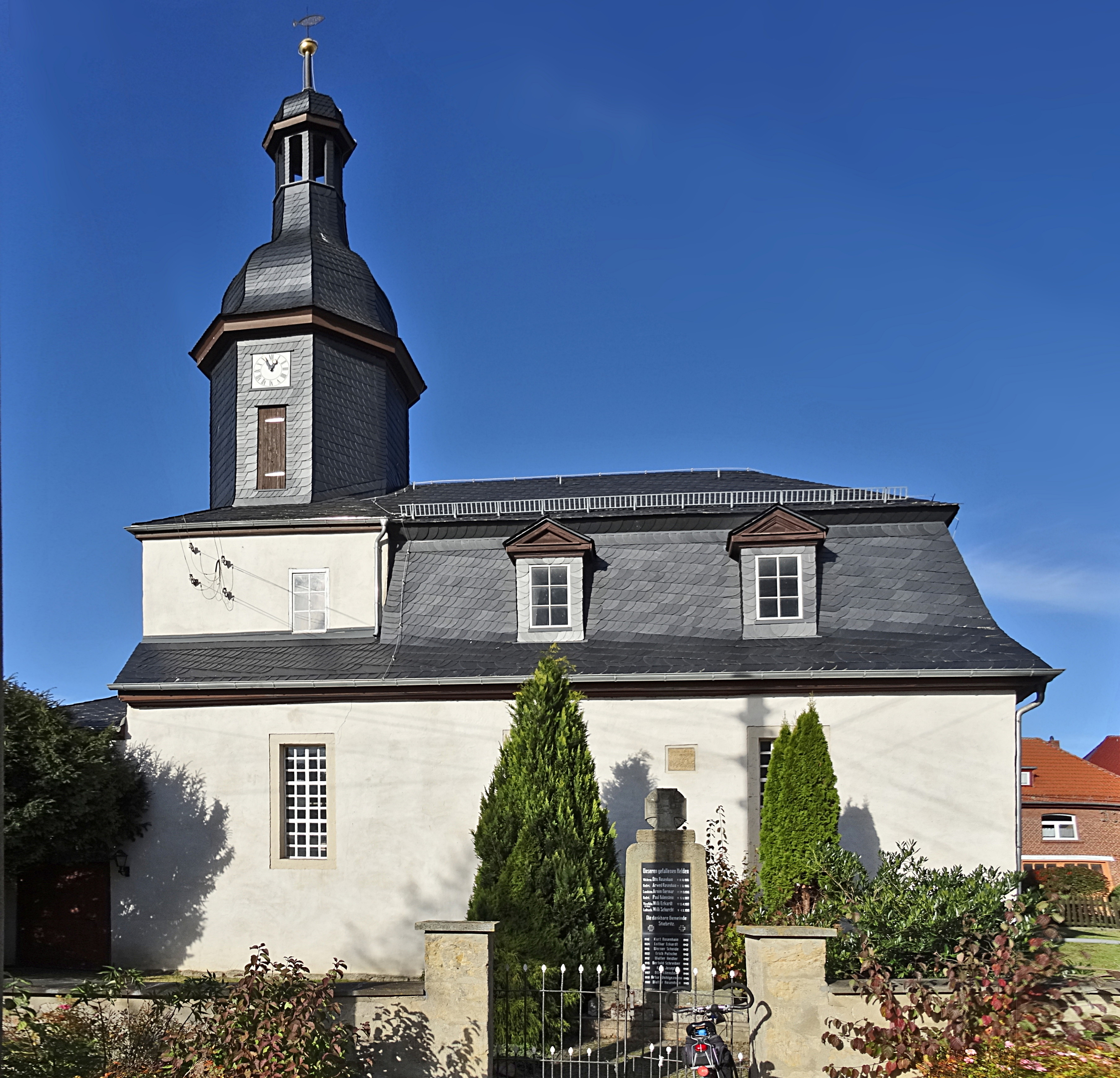
Kirche in Stiebritz (2021)

### Kirche
Die Kirche von Stiebritz geht wahrscheinlich auf einen romanischen Bau des 12. oder 13. Jahrhunderts zurück, der im Jahr 1612 um etwa die Hälfte nach Osten erweitert wurde. Ihre heutige Gestalt und ihre Innenausstattung mit Emporen und Kanzelaltar verdankt die Kirche den Umbauarbeiten der Jahre 1727 bis 1733. Lediglich die Orgel stammt von 1858 von der Orgelbaufirma Heerwagen. Der hölzerne Kirchturm mit doppelter Schweifkuppel und offener Laterne wurde 1977 zurückgebaut, 2006 jedoch rekonstruiert. Auch der Dachstuhl des Langhauses erhielt 2008 eine umfassende Sanierung. Die einzige Kirchenglocke wurde um 1450 gegossen. Das älteste erhaltene Kirchturmuhrwerk stammt aus dem Jahr 1680.
Kirchlich wurde Stiebritz seit dem 13. Jahrhundert von der Pfarrei Utenbach und zeitweise von der Pfarrei Nerkewitz versorgt. Erst 1529 wechselte es als Filial an die Pfarrei Hainichen (seit 1977 Pfarrei Nerkewitz).
Die Kirche gehört zum Kirchenkreis Jena.

### Grundschule „Talblick“
Der 1975 fertiggestellte Schulbau mit Turnhalle war als eine POS errichtet worden und konzentrierte die schulischen Einrichtungen im Einzugsgebiet Gönnatal auf ein Gebäude. Nach der Wende wurde sie zu einer staatlichen Grundschule umgewandelt.

### Organisationen und Vereine
Der „Stiewartser Traditionsverein, Stiebritz e. V.“, 2008 gegründet, führt viele der bisherigen Organisationen des Dorfes in einem Verein zusammen. Die Vereinsarbeit verteilt sich auf die Interessengruppen Backofenfest, Ur- und Frühgeschichte, Heimat und Chronik, Mundart- und Traditionspflege sowie Jugendarbeit und Freiwillige Feuerwehr. Der Vereinsname enthält den Ortsnamen, nach der Mundart „Stiewarts“, womit der typische Dialekt der Region zur Geltung kommen soll.

### Veranstaltungen
- Backofenfeste am 1. Mai und 3. Oktober
- Stiebritzer Weinabend, im Herbst jedes zweiten Jahres, begonnen 2006

## Persönlichkeiten
- Hugo Jacob (1883–1949), deutscher Oberlehrer und Heimatforscher